# Fransk grammatik
Huvudartikel: Franska
Franskans grammatik har mycket gemensamt med de andra romanska språkens.

## Artiklar

### Bestämd artikel
| le | /l(ə)/ |

| l' | /l/ |

| les | /le/ |

| la | /la/ |

| l' | /l/ |
Notering: le och la används framför konsonanter och l’ framför vokaler eller framför stumt h.
Exempel:
- le garçon /l(ə) ɡaʁsɔ̃/ - pojken
- les garçons /le ɡaʁsɔ̃/ - pojkarna
- la fille /la fij/ - flickan
- les filles /le fij/ - flickorna
- l'homme /lɔm/ - mannen
- les hommes /lezɔm/ - männen

### Obestämd artikel
| un | /œ̃/ |

| des | /de/ |

| une | /yn/ |
Notering: I svenskan finns det ingen motsvarighet till des, men den motsvarar ungefär svenskans några.
Exempel:
- un garçon [œ ɡaʁsɔ̃] - en pojke
- des garçons [de ɡaʁsɔ̃] - några pojkar
- une fille [yn fij] - en flicka
- des filles [de fij] - några flickor
- un homme [œnɔm] - en man
- des hommes [dezɔm] - några män

## Pronomen

### Personliga pronomen
| Nominativ | Nominativ | Nominativ  | Ackusativ | Ackusativ | Ackusativ | Dativ    | Dativ   | Dativ   | Självständiga | Självständiga | Självständiga |
| Pronomen  | IPA       | Svenska    | Pronomen  | IPA       | Svenska   | Pronomen | IPA     | Svenska | Pronomen      | IPA           | Svenska       |
| --------- | --------- | ---------- | --------- | --------- | --------- | -------- | ------- | ------- | ------------- | ------------- | ------------- |
| je        | [ʒə]      | jag        | me        | [mə]      | mig       | me       | [mə]    | mig     | moi           | [mwa]         | jag, mig      |
| tu        | [ty]      | du         | te        | [tə]      | dig       | te       | [tə]    | dig     | toi           | [twa]         | du, dig       |
| il        | [il]      | han        | le        | [lə]      | honom     | lui      | [lɥi]   | honom   | lui           | [lɥi]         | han, honom    |
| elle      | [ɛl]      | hon        | la        | [la]      | henne     | lui      | [lɥi]   | henne   | elle          | [el]          | hon, henne    |
| on        | [ɔ̃(n)]    | man        |           |           |           |          |         |         |               |               |               |
| nous      | [nu(z)]   | vi         | nous      | [nu(z)]   | oss       | nous     | [nu(z)] | oss     | nous          | [nu]          | vi, oss       |
| vous      | [vu(z)]   | ni         | vous      | [vu(z)]   | er        | vous     | [vu(z)] | er      | vous          | [vu]          | ni, er        |
| ils       | [il(z)]   | de (mask.) | les       | [le(z)]   | dem       | leur     | [lœʁ]   | dem     | eux           | [ø]           | de, dem       |
| elles     | [ɛl(z)]   | de (fem.)  | les       | [le(z)]   | dem       | leur     | [lœʁ]   | dem     | elles         | [el]          | de, dem       |

Notering: De självständiga formerna används i följande fall:
- Efter preposition
- När verb saknas i satsen
- Vid starkare betoning på pronomenet (i kombination med nominativformen vid verbet).

Exempel:
- Il y a une lettre pour toi. - Det finns ett brev till dig.
- Qui a pris mon vélo? Moi! - Vem har tagit min cykel? Jag!
- Moi, j'habite à Paris. - Jag (betonat) bor i Paris.

### Demonstrativa pronomen
|       | Maskulinum                   | Mask. (f. vokal)             | Femininum                    |
| ----- | ---------------------------- | ---------------------------- | ---------------------------- |
| Sing. | ce [s(ə)]                    | cet [s(ə)t]                  | cette [set]                  |
| Plur. | ces [sez], [sɛz], [se], [sɛ] | ces [sez], [sɛz], [se], [sɛ] | ces [sez], [sɛz], [se], [sɛ] |

### Interrogativa pronomen
|           | Personer               | Personer    | Personer     | Saker                   | Saker        | Saker        |
|           | Lång f.                | Kortf.      | Översättning | Lång f.                 | Kortf.       | Översättning |
| --------- | ---------------------- | ----------- | ------------ | ----------------------- | ------------ | ------------ |
| Nominativ | qui est-ce qui         | qui         | vem          | Qu'est-ce qui           | ingen        | vad          |
| Ackusativ | qui est-ce que         | qui         | vem          | Qu'est-ce que           | que          | vad          |
| Prep. Obj | Prep. + qui est-ce que | Prep. + qui | Prep. + vem  | Prep. + quoi est-ce que | Prep. + quoi | Prep. + vad  |

## Substantiv
Franska substantiv har två genus, maskulinum och femininum.
- La maison - Huset (feminint)
- Le chien - Hunden (maskulint)

## Adjektiv
I franskan böjs adjektiv efter genus och numerus. Det regelbundna adjektivet vert böjs på följande sätt:
| vert – grön | vert – grön | Positiv | Komparativ  | Superlativ      |
| ----------- | ----------- | ------- | ----------- | --------------- |
| Singular    | Maskulinum  | vert    | plus vert   | le plus vert    |
| Singular    | Femininum   | verte   | plus verte  | la plus verte   |
| Plural      | Maskulinum  | verts   | plus verts  | les plus verts  |
| Plural      | Femininum   | vertes  | plus vertes | les plus vertes |

## Verb
Franska verb kan delas in i tre böjningsgrupper: de helt regelbundna, de halvregelbundna eller systematiskt oregelbundna och de helt oregelbundna. De helt regelbundna kan delas in i verb som i infinitiv slutar på -er, i sådana som slutar på -ir och i sådana som slutar på -re. De halvregelbundna beter sig som regelbundna verb i vissa former men avviker i någon eller några verbformer, men då typiskt efter ett mönster som återkommer hos flera halvregelbundna verb. De helt oregelbundna verben är få men extremt vanliga. Hit hör till exempel être (att vara) och avoir (att ha).
Man kan identifiera några tiotal mönster med hjälp av vilka man kan böja flera tusen verb (däribland alla oregelbundna) och dessa mönster förekommer – tillsammans med listor över verb och vilket mönster de böjs efter – i böcker som "Le Bescherelle".

### Konjugation 1 (-er)
| parler - att tala/prata |         |           |                  |           |               |                 |               |
| Presens                 | Presens | Futurum   | Futurum Anterior | Imperfekt | Passé composé | Pluskvamperfekt | Konditionalis |
| je                      | parle   | parlerai  | aurai parlé      | parlais   | ai parlé      | avais parlé     | parlerais     |
| tu                      | parles  | parleras  | auras parlé      | parlais   | as parlé      | avais parlé     | parlerais     |
| il/elle/on              | parle   | parlera   | aura parlé       | parlait   | a parlé       | avait parlé     | parlerait     |
| nous                    | parlons | parlerons | aurons parlé     | parlions  | avons parlé   | avions parlé    | parlerions    |
| vous                    | parlez  | parlerez  | aurez parlé      | parliez   | avez parlé    | aviez parlé     | parleriez     |
| ils/elles               | parlent | parleront | auront parlé     | parlaient | ont parlé     | avaient parlé   | parleraient   |

Notering: "Je" binds ihop med efterföljande verb som börjar på vokal, varvid e:et faller bort och ersätts med apostrof (') i skrift. Exempel:
- J'ai parlé
- J'aurai parlé.

### Konjugation 2 (-ir)
| finir - att sluta |           |          |                  |             |               |                 |               |
| Presens           | Presens   | Futurum  | Futurum Anterior | Imperfekt   | Passé composé | Pluskvamperfekt | Konditionalis |
| je                | finis     | finirai  | aurai fini       | finissais   | ai fini       | avais fini      | finirais      |
| tu                | finis     | finiras  | auras fini       | finissais   | as fini       | avais fini      | finirais      |
| il/elle/on        | finit     | finira   | aura fini        | finissait   | a fini        | avait fini      | finirait      |
| nous              | finissons | finirons | aurons fini      | finissions  | avons fini    | avions fini     | finirions     |
| vous              | finissez  | finirez  | aurez fini       | finissiez   | avez fini     | aviez fini      | finiriez      |
| ils/elles         | finissent | finiront | auront fini      | finissaient | ont fini      | avaient fini    | finiraient    |

### Konjugation 3 (-re)
| vendre - att sälja |         |          |                  |           |               |                 |               |
| Presens            | Presens | Futurum  | Futurum Anterior | Imperfekt | Passé composé | Pluskvamperfekt | Konditionalis |
| je                 | vends   | vendrai  | aurai vendu      | vendais   | ai vendu      | avais vendu     | vendrais      |
| tu                 | vends   | vendras  | auras vendu      | vendais   | as vendu      | avais vendu     | vendrais      |
| il/elle/on         | vend    | vendra   | aura vendu       | vendait   | a vendu       | avait vendu     | vendrait      |
| nous               | vendons | vendrons | aurons vendu     | vendions  | avons vendu   | avions vendu    | vendrions     |
| vous               | vendez  | vendrez  | aurez vendu      | vendiez   | avez vendu    | aviez vendu     | vendriez      |
| ils/elles          | vendent | vendront | auront vendu     | vendaient | ont vendu     | avaient vendu   | vendraient    |

### Passé simple
Ett tempus som bara förekommer i franskt skriftspråk, men mycket sällan även där. Det är den skriftliga motsvarigheten till passé composé och används i text för att berätta om en handling som upprepats ett bestämt antal gånger, historiska faktum, något som inträffat inom en bestämd tid och även i tidningar etc., men även i mycket formellt tal. När passé simple förekommer i text används det tillsammans med imperfekt så som passé composé används ihop med imperfekt i talspråk.
Konjugation 1 (-er)
| parler - att tala/prata |           |
| je                      | parlai    |
| tu                      | parlas    |
| il/elle/on              | parla     |
| nous                    | parlâmes  |
| vous                    | parlâtes  |
| ils/elles               | parlèrent |

Alla -er verb, även aller (att gå/må/resa), böjs efter ovanstående tabell. Undantagen är verb som slutar på -ger och -cer, där uttalet komplicerar.
| manger - att äta | manger - att äta | lancer - att kasta |
| je               | mangeai          | lançai             |
| tu               | mangeas          | lanças             |
| il/elle/on       | mangea           | lança              |
| nous             | mangeâmes        | lançâmes           |
| vous             | mangeâtes        | lançâtes           |
| ils/elles        | mangèrent        | lancèrent          |

Konjugation 2 (-ir)
| finir - att sluta |          |
| je                | finis    |
| tu                | finis    |
| il/elle/on        | finit    |
| nous              | finîmes  |
| vous              | finîtes  |
| ils/elles         | finirent |

Konjugation 3 (-re)
| vendre - att sälja |           |
| je                 | vendis    |
| tu                 | vendis    |
| il/elle/on         | vendit    |
| nous               | vendîmes  |
| vous               | vendîtes  |
| ils/elles          | vendirent |

### Konjunktiv presens
Konjunktiv är ett modus i franskan som främst används i bisatser, som ett sätt att visa tecken på vilja, tvång eller uppmaningar.
I svenskan har moduset näst intill dött ut, men är fullt levande i andra europeiska språk.
Det bästa exemplet på konjunktiv i svensk litteratur är den kristna bönen Fader vår.
|            | Konjugation 1 (-er)     | Konjugation 2 (-ir) | Konjugation 3 (-re) |
|            | parler - att tala/prata | finir - att sluta   | vendre - att sälja  |
| je         | parle                   | finisse             | vende               |
| tu         | parles                  | finisses            | vendes              |
| il/elle/on | parle                   | finisse             | vende               |
| nous       | parlions                | finissions          | vendions            |
| vous       | parliez                 | finissiez           | vendiez             |
| ils/elles  | parlent                 | finissent           | vendent             |

## Adverb
De regelbundna adverb som är avledda av adjektiv bildas genom att lägga till -ment till adjektivets femininform.
Exempel:
- lente - lentement
- douce - doucement

## Prepositioner
Franskans vanligaste prepositioner är de (som närmast motsvarar engelskans of och betyder av eller från, både i bildlig och bokstavlig bemärkelse) och à (som betyder på, till eller i). Dessa två prepositioner slås ibland ihop med de bestämda artiklarna le och les om de följer omedelbart efter prepositionen.
de följt av le ersätts av du
de följt av les ersätts av des
à följt av le ersätts av au
à följt av les ersätts av aux
Exempel: Paul vient du Havre (Paul kommer från Le Havre)

## Räkneord
| Grundtal och ordningstal 1-22 | Grundtal och ordningstal 1-22    | Grundtal och ordningstal 1-22 | Grundtal och ordningstal 1-22 | Grundtal och ordningstal 1-22 |
| Franska | Franska                          | Svenska                       | Svenska                       |                               |
| --- | -------------------------------- | ----------------------------- | ----------------------------- | ----------------------------- |
| Grundtal | Ordningstal                      | Grundtal                      | Ordningstal                   |                               |
| un, une | premier, première                | ett                           | första                        |                               |
| deux | second, seconde / deuxième       | två                           | andra                         |                               |
| trois | troisième                        | tre                           | tredje                        |                               |
| quatre | quatrième                        | fyra                          | fjärde                        |                               |
| cinq | cinquième                        | fem                           | femte                         |                               |
| six | sixième                          | sex                           | sjätte                        |                               |
| sept | septième                         | sju                           | sjunde                        |                               |
| huit | huitième                         | åtta                          | åttonde                       |                               |
| neuf | neuvième                         | nio                           | nionde                        |                               |
| dix | dixième                          | tio                           | tionde                        |                               |
| onze | onzième                          | elva                          | elfte                         |                               |
| douze | douzième                         | tolv                          | tolfte                        |                               |
| treize | treizième                        | tretton                       | trettonde                     |                               |
| quatorze | quatorzième                      | fjorton                       | fjortonde                     |                               |
| quinze | quinzième                        | femton                        | femtonde                      |                               |
| seize | seizième                         | sexton                        | sextonde                      |                               |
| dix-sept | dix-septième                     | sjutton                       | sjuttonde                     |                               |
| dix-huit | dix-huitième                     | arton                         | artonde                       |                               |
| dix-neuf | dix-neuvième                     | nitton                        | nittonde                      |                               |
| vingt | vingtième                        | tjugo                         | tjugonde                      |                               |
| vingt et un | vingt et unième                  | tjugoett                      | tjugoförsta                   |                               |
| vingt-deux | vingt-deuxième                   | tjugotvå                      | tjugoandra                    |                               |
| Grundtal och ordningstal 30-100 |                                  |                               |                               |                               |
| trente | trentième                        | trettio                       | trettionde                    |                               |
| quarante | quarantième                      | fyrtio                        | fyrtionde                     |                               |
| cinquante | cinquantième                     | femtio                        | femtionde                     |                               |
| soixante | soixantième                      | sextio                        | sextionde                     |                               |
| soixante-dix, septante | soixante-dixième,septantième     | sjuttio                       | sjuttionde                    |                               |
| quatre vingts, huitante | quatre-vingtième, huitantième    | åttio                         | åttionde                      |                               |
| quatre vingts-dix, nonante | quatre-vingt-dixième, nonantième | nittio                        | nittionde                     |                               |
| cent | centième                         | hundra                        | hundrade                      |                               |
| I Frankrike, Kanada och större delen av den franskspråkiga världen säger man soixante-dix (70), följt av soixante et onze (71) o.s.v., vilket bokstavligen betyder sextiotio, sextioelva o.s.v.. Åttio heter quatre-vingts (fyra-tjugo) och åttioett quatre-vingt-un. Nittio blir då quatre-vingt-dix (fyra-tjugo-tio) och nittioett quatre-vingt-onze. Notera att quatre-vingt-un och quatre-vingt-onze saknar "et" till skillnad från alla andra tiotal. I franskspråkiga Belgien och Schweiz säger man dock septante (70) samt nonante (90) och i de schweiziska kantonerna Vaud, Fribourg samt Valais säger man huitante (80). Dessa former har alltid kvar "et": septante et un, huitante et un och nonante et un. |                                  |                               |                               |                               |